# Nys
 Ikke at forveksle med NyS.
Et nys er en halv-autonom, kraftig udstødning af luft gennem næsen og munden. Dette sker som en reaktion på fremmedlegemers irritation af slimhinden i næsen.
Ifølge Guinness Rekordbog er den største hastighed, man har målt for partikler, som udstødes ved nysen, ikke mindre end 166,7 km/timen. En engelsk pige fik det længstvarende kendte anfald af nysen; det varede i alt 978 døgn .
Det har tidligere været en myte, at hvis man nyste med åbne øjne, ville ens øjne blive blæst ud, dette er dog blevet modbevist af den amerikanske tv-serie Mythbusters på kanalen Discovery. Når man nyser, udstødes op til 40.000 mikroskopiske dråber ud til 2-3 meters afstand med en fart på ca. 150 km/t. 
Det har været skik at sige "Prosit!" til en nysende. Nys har været knyttet til overjordiske magter. Hos Homer i Odysseen lyder en replik: "Min søn har nyst til det, jeg sagde. Så vil det sikkert ske." 